# Täckmantel
Täckmantel (jämför tyska: Deckmantel), stundom rökridå, är ett bildligt begrepp som begriper något som fungerar som skenande (bedragande, vilseledande) förklädnad eller annan beteckning av något man vill dölja, ungefär som en falsk identitet.
En täckmantel kan också vara ett sätt att mörklägga information, såsom en förevändning eller svepskäl.

## Täcknamn
Täcknamn, täcktitel eller täckbenämning, samt täckord, är täckmantlar form av pseudonymer som används i syfte att skydda någons eller någots identitet. Det används bland annat militärt, spionärt och polisiärt när man vill dölja sina verkliga avsikter för motståndaren.
Synonymt används även kodnamn.

## Täckorganisation
En täckorganisation är en täckmantel till en organisation som i skydd av sitt namn eller anseende bedriver annan verksamhet än den uppgivna, exempelvis en officiell verksamhet (exempelvis en frontorganisation) som döljer en annan hemlig verksamhet. Den hemliga verksamheten kan vara olaglig (som spioneri, narkotikahandel eller terrorism) eller stigmatiserad.
Exempel på täckorganisationer är bastuklubbar och thaimassageinstitut för bordeller.